# Schismatoglottis subundulata
Schismatoglottis subundulata là một loài thực vật có hoa trong họ Ráy (Araceae). Loài này được (Zoll. ex Schott) Nicolson miêu tả khoa học đầu tiên năm 1969.